# Javier Sicilia
Javier Sicilia Zardain (Cidade do México, 31 de maio de 1956) é um escritor e jornalista do México. Em março de 2011 ficou conhecido além disso, pelo seu ativismo depois do assassinato do seu filho e outros seis jovens em Temixco.

## Biografia
Seu gosto pela literatura vem de seu pai. Estudou filosofia na UNAM, e foi fundador e / ou colaborador de publicações como La Jornada, Proceso, Ixtus,  Conspiratio, SERPAJ México, El Telar, Poesía, Los Universitarios en Cartapacios; membro do Sistema Nacional de Creadores de Arte; e professor ou secretário na Universidad La Salle Cuernavaca e na Universidad Autónoma del Estado de Morelos (UAEM).

## Prêmios
- 1990 - Premio Ariel
- 1993 - Premio Nacional de Literatura José Fuentes Mares
- 2009 - Premio Nacional de Poesía Aguascalientes
- 2011 - Global Exchange People's Choice Award
- 2011 - Presea Corazón de león
- 2011 - Person of the year, Time Magazine[4]
- 2012 - XX Premio "Don Sergio Méndez Arceo"
- 2012 - Premio Voz de los Sin Voz
- 2017 - Premio Pakal de Oro
- 2018 - Reconocimiento Juan Gelman[5]

## Obra
Poesia
- Permanencia en los puertos (1982)
- La presencia desierta (1985)
- Oro (1990)
- Trinidad (1992)
- Vigilias (1994)
- Resurrección (1995)
- Pascua (2000)
- Lectio (2004)
- Tríptico del Desierto (2009)
- Vestigios (2013)

Romance
- El bautista (1991)
- El reflejo de lo oscuro F.C.E (1998)
- Viajeros en la noche (1999)
- A través del silencio (2002)
- La confesión (2008)
- El fondo de la noche (2012)
- El deshabitado (2016)